# 3075 Bornmann
3075 Bornmann è un asteroide della fascia principale. Scoperto nel 1981, presenta un'orbita caratterizzata da un semiasse maggiore pari a 2,2737191 UA e da un'eccentricità di 0,1308904, inclinata di 9,96880° rispetto all'eclittica.